# Jean-Marie Le Tensorer
 (janvier 2021).
Si vous disposez d'ouvrages ou d'articles de référence ou si vous connaissez des sites web de qualité traitant du thème abordé ici, merci de compléter l'article en donnant les références utiles à sa vérifiabilité et en les liant à la section « Notes et références ».
Jean-Marie Le Tensorer est un préhistorien français, né le 30 mars 1947 à Bordeaux. À partir de 1981, il a été professeur au Séminaire de Préhistoire de l'Université de Bâle, fondé en 1962. Les recherches de Le Tensorer se concentrent sur des sites situés en Suisse, dans le sud de la France, et au Proche-Orient, ainsi que sur les premiers humains ayant quitté l'Afrique et sur la chronostratigraphie.

## Biographie
Jean-Marie Le Tensorer a obtenu son doctorat en 1970 dans le domaine de la géologie quaternaire à l'Université de Bordeaux. De 1975 à 1981, il est professeur de géologie au Conservatoire national des arts et métiers. Il obtient son habilitation en 1979, alors qu'il était, depuis 1978, assistant à Wesleyan University (Middletown, Connecticut.
En 1981, il est nommé à l'université de Bâle, dont il fut le doyen de 1991 à 1993. Il succédait en 1981 à la préhistorienne Elisabeth Schmid, fondatrice, en 1953, du Laboratoire de Préhistoire, qui, en 2003, a fait place à Institut d'archéologie préhistorique et scientifique intégrée (Integrative Prähistorische und Naturwissenschaftliche Archäologie ou l'IPNA).
Le Tensorer est conseiller scientifique de magazines tels que Paléorient ou Gallia Préhistoire et fait partie de nombreuses organisations scientifiques dont :
- depuis 2006, membre du conseil scientifique consultatif des communications de la Société de la Préhistoire et des amis du Musée de Blaubeuren (Suisse).
- depuis 2013, membre du groupe de travail scientifique de l'UNESCO sur l'évolution humaine : Human Evolution: Adaptations, Dispersals and Social Developments (HEADS), (Evolution humaine : adaptations, dispersions et développements sociaux).

## Expositions
Le Tensorer a organisé plusieurs expositions, dont :
- La Syrie - berceau de la culture, Bâle 1999-2000
- Out of Africa, Musée Anthropologique Zurich, 2009

## Distinctions
- En 1984 : Médaille de la Société Archéologique de Bordeaux,
- En 1992 : Chevalier de l 'Ordre des Palmes Académiques,
- En 1995 : Chevalier de l'Ordre national du mérite
- En 2002 : Légion d'honneur.

## Publications
Parmi ses très nombreuses publications, citons :
- L'homme et son environnement pendant la glaciation du Würm dans l'Ouest de l'Europe, in Approche écologique de l'homme fossile, Partie 2 "Ecologie de l'homme fossile au Pléistocène supérieur"), 1977.
- Le Paléolithique de l'Agenais, CNRS, Paris 1981.
- Le Paléolithique en Suisse, Editions Jérôme Millon, Grenoble 1998.
- L'Homme des cavernes, Musée départemental de Préhistoire de Solutré, 2010.
- Faustkeile, Kerns Verlag, Tübingen 2012.

### Syrie
- Les premiers hommes du désert syrien, Musée d’Histoire Naturelle de Paris, Paris 1977
- Avec Sultan Muhesen, Reto Jagher, Philippe Morel, Josette Renault-Miskovsky, Peter Schmid: Les premiers hommes du désert syrien - Fouille syrio-suisse à Nadaouiyeh Aïn Askar, Musée de l'Homme de Paris, Editions du Muséum National d'Histoire Naturelle, Paris 1997 (catalogue de l'exposition)
- Première découverte d’Homo erectus au Moyen-Orient (oasis d’El Kowm, Syrie), La Science au Présent, Encyclopaedia Universalis, Paris 1997
- Avec Sultan Muhesen, Reto Jagher: Paleolithic settlement dynamics in the El Kowm Basin (central Syria), in N. Conard et al.: Settlement Dynamics of the Middle Paleolithic and Middle Stone Age, Tübingen 2001
- Le Yabroudien et la transition du Paléolithique ancien au Paléolithique moyen en Syrie: l'exemple d'El Kowm, in Homenaje a Jesus Altuna - San Sebastian, 2005/2006
- Regional Perspective of early human populations in Syria: the case of El Kowm, UNESCO, 2015
- Avec Reto Jagher, Dorota Wojtczak : El Kowm Oasis (Homs), Archaeopress, 2016